# Eunice Walker Johnson
Eunice Walker Johnson (4 de abril de 1916 - 3 de janeiro de 2010) foi uma empresária estadunidense. Era uma executiva da Johnson Publishing Company e esposa do editor John H. Johnson.